# Corpi di Jolly
I corpi di Jolly (o corpi di Howell-Jolly) sono corpuscoli tondeggianti basofili di circa 1 µm costituiti da residui di cromatina nel citoplasma degli eritrociti, sono indice di immaturità dell'eritrocito. Sono frequenti nei reticolociti. Aumentano in caso di splenectomia e di anemia iporigenerativa grave.. Durante la maturazione nel midollo osseo, gli eritroblasti in ritardo espellono normalmente i loro nuclei; ma, in alcuni casi, rimane una piccola porzione di DNA. La sua presenza di solito indica una milza danneggiata o assente, perché una milza sana normalmente filtrerebbe questo tipo di globuli rossi.

## Aspetto al Microscopio Ottico
Questo DNA appare come una macchia basofila (viola) sull'eritrocito (e) rosa eosinofilo su uno striscio di sangue colorato con Eosina ed ematossilina. Queste inclusioni vengono normalmente rimosse dalla milza durante la circolazione degli eritrociti, ma persisteranno in soggetti con iposplenia funzionale o asplenia.

## Cause
I corpi di Howell-Jolly sono visti con una funzione splenica marcatamente ridotta. Le cause comuni includono asplenia (post-splenectomia) o assenza congenita di milza (sindrome da eterotassia con asplenia). Le milze vengono anche rimosse per scopi terapeutici in condizioni come sferocitosi ereditaria, trauma alla milza e autosplenectomia causata da anemia falciforme. Altre cause sono la radioterapia che coinvolge la milza, come quella usata per il trattamento del linfoma di Hodgkin.
I corpi di Howell-Jolly sono anche osservati nell'amiloidosi, nell'anemia emolitica grave, nell'anemia megaloblastica, nella sferocitosi ereditaria e nella sindrome mielodisplastica (MDS). I corpi possono anche essere visti nei neonati prematuri.

## Anelli di Cabot
Gli anelli di Cabot sono strutture non presenti nei globuli rossi normali, come i corpi di Jolly; gli anelli di Cabot sono delle tenui formazioni a forma di anello o di otto riconoscibili nel citoplasma di alcuni globuli rossi circolanti. Probabilmente rappresentano dei residui del fuso mitotico non correttamente eliminato nel corso della maturazione del globulo rosso.